# 詠み人知らずの青春歌
「詠み人知らずの青春歌」(よみびとしらずのラブソング)は、わーすたの8枚目のシングル。2021年8月18日にiDOL Streetから発売された。2021年末をもってわーすたから卒業する坂元葉月にとって最後の作品となる。

## 概要
「CD+Blu-ray」、「ミュージックカード」(全6形態)の2種7形態で発売。ミュージックカードはmu-moショップ限定販売のため、通常購入可能なのは定価\6,500のCD+Blu-ray盤のみとなる。この件について廣川奈々聖は「今回のシングルはいつもとは違って、6周年ライブ映像がついた1形態だけで決して手を出しやすい値段では無かったから、皆どう思うのかな〜という不安もありました。だけど、こんなご時世でどんどんデジタル化も進んだりリリース自体が難しい中で、版としてリリースできることは本当にすごいことでとても嬉しく誇りに思っています！」と述べている。
「詠み人知らずの青春歌」は7月17日に開催されたリリースイベントで初披露された。音楽プロデューサーの岸田勇気は「5人で最後のラストシングル、本気で作りました。会心の出来です。」「サビメロ、Aメロの出だし、サビ前のギターリフ、Dメロを思いついた時は毎回それぞれ脳内勝ち確BGMがなりました。」と述べている。作詞を担当した園田健太郎は「きっしーと本当に何度も色々話し合いながら丁寧に言葉を重ねてました。是非！」「淡色で重ねて、尚且つ強すぎないけど強い言葉だったりってのを物凄く探った。」と述べている。MV監督の荒船泰廣は「楽曲からこの曲にかける想いがひしひしと伝わってきたので、わいも頑張りました。葉月ちゃんへの、そしてわーすたへの愛情がギュッと詰まった作品になってると思います。」と述べている。
「雨のキモチ」は9月18日に開催された『わーすた LIVE TOUR 2021〜君と僕の青春歌！〜』で初披露された。岸田は「まず大枠にはカワイイ曲を作ろうというコンセプト。バスタブアロマティックと最上級ぱらどっくすの良いとこどりみたいな曲を目標にして作りました。」「来年以降4人でやっていく音楽性の方向を探りたいう所から実験的なアレンジを目指して作って行きました。」「この曲の歌割りは結構面白いです。リードボーカル2人、パフォーマンス3人という枠を出来るだけ取っ払って、結構ごちゃ混ぜに歌割り考えてみました。その辺りも個人的には来年以降のパフォーマンスを意識して色々実験してみてます。」と述べている。

### ミュージックビデオ
リードトラックである「詠み人知らずの青春歌」のミュージックビデオは7月13日にYouTubeで公開された。収録は6月15日に千葉県木更津市にある「木更津古民家スタジオ ねんご家」、久津間海岸ほかで行われた。衣装デザイン・衣装製作はMerlin Hirato(平戸麻鈴) 、振付はCRE8BOYが担当した。

## 収録曲

### CD
1. 詠み人知らずの青春歌 [4:28]
作詞：園田健太郎、作曲・編曲：岸田勇気
2. 雨のキモチ [3:37]
作詞：渡邉シェフ・鈴木まなか (Relic Lyric, inc.)、作曲・編曲：岸田勇気
3. 詠み人知らずの青春歌(Instrumental)
4. 雨のキモチ(Instrumental)

### Blu-ray
詠み人知らずの青春歌 MUSIC VIDEO
わーすた6周年ライブ～会場まるごと ROCKYOU～LiveMovie
1. Overture
2. 萌ってかエモ
3. デデスパボン!
4. 最上級ぱらどっくす
5. グレープフルーツムーン
6. 好きな人とか居ますか
7. べちょべちょパンケーキ? feat.そこの君。a.k.a.ヲタ
8. 清濁あわせていただくにゃー
9. Congrats!
10. スーパーありがとう
11. TOXICATS
12. Zili Zili Love
13. Do on Do ～坊ちゃんいっしょに踊りゃんせ～
14. KIRA KIRA ホログラム
15. PLATONIC GIRL
16. 遮二無二 生きる！
17. 春花火
18. 約束だから

1. ハロー to the world
2. うるとらみらくるくるふぁいなるアルティメットチョコびーむ

Bonus Track
1. ねぇ愛してみて
2. SHINING FLOWER
3. いぬねこ。青春真っ盛り
4. 6th Anniversary Party

## 参加ミュージシャン
詠み人知らずの青春歌
- Gt：奈良悠樹
- Ba：二家本亮介
- Strings：吉田宇宙ストリングス
- Pf & All other instruments：岸田勇気

## 音楽配信
CD発売日の8月18日にCDに収録されている4曲が配信された。
太字の配信サービスはハイレゾ音源を配信していることを示す。MVは「詠み人知らずの青春歌」のMVも配信していることを示す。

### ライブ音源配信
2021年11月24日、Blu-rayに収録されている「わーすた6周年ライブ 〜会場まるごと ROCKYOU〜 LiveMovie」のうち、ライブ音源のみを一つのライブアルバムとして独立させ配信限定リリースした。今回はダウンロード配信とストリーミング配信同時に解禁された。なお、ハイレゾ音源の配信はない。Amazon Music Unlimitedおよびmora qualitasはロスレス音源のみストリーミング配信を行い、Apple Musicもロスレス音源のストリーミング配信を行っている。
どのサービスもBlu-rayに収録されている20曲が配信されている(Bonus Trackは除く)。

## イベント
新型コロナウイルス感染症の流行の影響で2020年3月以降開催されなかったリリースイベントがイベント内容に制約があるものの復活した。また、引き続きオンライン上でのイベントも開催されている。さらに、mu-moショップスペシャルイベントも開催されることになったが、南青山にあったエイベックス本社ビルの売却に伴い会場が変更された。
| 日程                            | イベント名                                                             | 会場                          | 備考                         |
| ------------------------------- | ---------------------------------------------------------------------- | ----------------------------- | ---------------------------- |
| 2021年7月17日・8月15日          | リリースイベント                                                       | ららぽーと立川立飛            | イベント内容は公式HP参照     |
| 2021年7月18日(中止)             | リリースイベント                                                       | アーバンドック ららぽーと豊洲 | イベント内容は公式HP参照     |
| 2021年7月24日                   | リリースイベント                                                       | ららぽーと新三郷              | イベント内容は公式HP参照     |
| 2021年11月20日                  | イオンモール常滑ブラックフライデー わーすたスペシャルミニライブ&特典会 | イオンモール常滑              | イベント内容は公式HP参照     |
| 2021年8月21日                   | 2ショットチェキ会                                                      | HMV&BOOKS SHIBUYA             | イベント内容は公式HP参照     |
| 2021年9月4日                    | mu-moショップスペシャルイベント                                        | TFTホール 500                 | イベント内容詳細は公式HP参照 |
| 2021年7月11日                   | 生電話トーク会 & ロング生電話トーク会                                  | 各個人の電話機                | イベント内容は公式HP参照     |
| 2021年6月27日・7月20日・7月31日 | オンライン・ビデオトーク会                                             | Talkport                      | イベント内容は公式HP参照     |
| 2021年6月19日・7月23日          | オンライン個別チェキ会                                                 | LINE LIVE                     | イベント内容は公式HP参照     |
| 2021年6月26日・8月7日           | 「集合ワイドチェキ」ネットサイン会                                     | LINE LIVE                     | イベント内容は公式HP参照     |
| 2021年7月18日                   | ネットサイン会                                                         | LINE LIVE                     | イベント内容は公式HP参照     |
| 2021年8月18日                   | CDジャケットネットサイン会                                             | LINE LIVE                     | イベント内容は公式HP参照     |
| 2021年9月11日                   | メンバー自作ジャケットネットサイン会                                   | LINE LIVE                     | イベント内容は公式HP参照     |
| 2021年8月1日                    | SNSアイコン作ります！デジタルお絵かき会                                | Zoom                          | イベント内容は公式HP参照     |
| 2021年10月16日                  | 「詠み人知らずの青春歌」発売記念 第4回 わーすたカップ                  | YouTube                       | イベント内容は公式HP参照     |

このほか、一部の対バンイベントにおいて、内容に制約があるものの、予約購入者対象の特典会が開催された。